# Resendea
Resendea — рід грибів родини Microthyriaceae. Назва вперше опублікована 1961 року.